# Chu Bong-Foo
Chu Bong-Foo (chinesisch 朱邦復 / 朱邦复, Pinyin Zhū Bāngfù, W.-G. Chu Pangfu, Jyutping Zyu1 Bong1fuk6, kantonesisch Chu Bongfu; * 1937 in Hubei, Republik China) ist der Erfinder der  Cang-Jie-Eingabemethode für chinesische Zeichen auf Computern. Wegen der Erfindung 1976 wird er oft als der „Vater der chinesischen Datenverarbeitung“ (中文電腦之父 Zhōngwén diànnǎo zhī fù) bezeichnet, da seine als Public Domain zur Verfügung gestellte Eingabemethode die Computerisierung des chinesischen Kulturraums beschleunigt hat.
Cang Jie oder Cangjie beruht, wie das neuere Wubi-Eingabeschema auf der Form der Zeichen, während heute häufiger aussprachebasierte Methoden anzutreffen sind.